# 日線航空

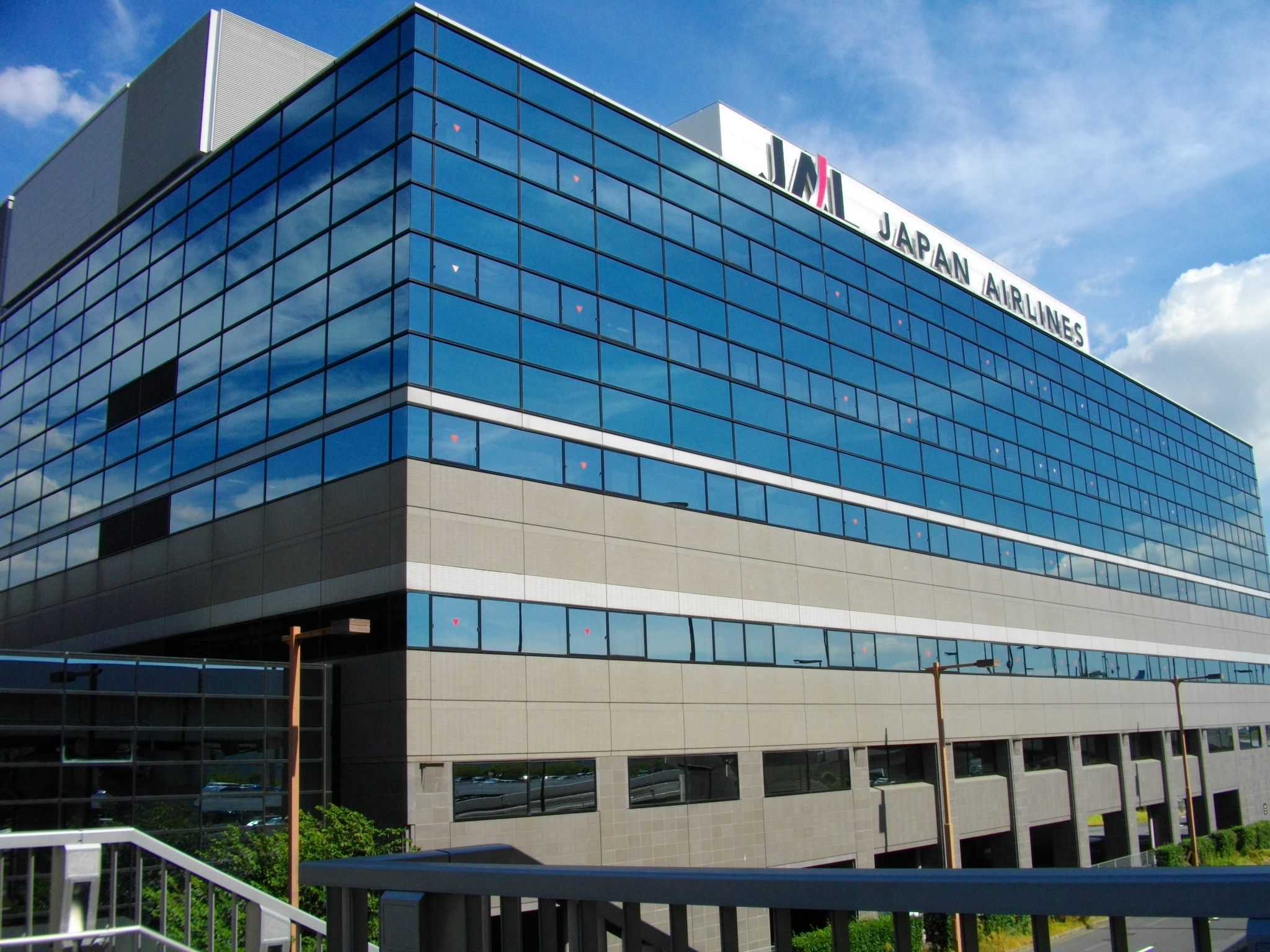
日線航空總部設於日本航空成田營運中心

日線航空（日文：JALウェイズ，英文：JALways）是日本航空的子公司，在1990年10月5日成立時原名日本航空包機（Japan Air Charter），並於1999年10月1日正式更改為現名。JALways成立的目的主要是經營日本與海外的度假航線，擁有許多直飛鄰近國家渡假勝地的航班。而為了方便調度，日線航空的機隊也常與日本航空的機隊交換使用，飛航日航的航線。日线航空于2010年12月1日正式与日本航空合併。

## 路線
目前所有路线均有日航执飞。
- 東京（成田國際機場）・大阪（關西國際機場）・名古屋（中部國際機場）至美國檀香山（檀香山國際機場）
- 東京（成田國際機場）至空那（英语：Kona）（回成田時經檀香山）
- 東京（成田國際機場）・大阪（關西國際機場）至關島阿加尼亞
- 東京（成田國際機場）・大阪（關西國際機場）・名古屋（中部國際機場）－泰國曼谷
- 東京（成田國際機場）・大阪（關西國際機場）至印尼峇里
- 東京（成田國際機場）至悉尼

## 機隊
JALways於結束營業前曾營運以下機種：

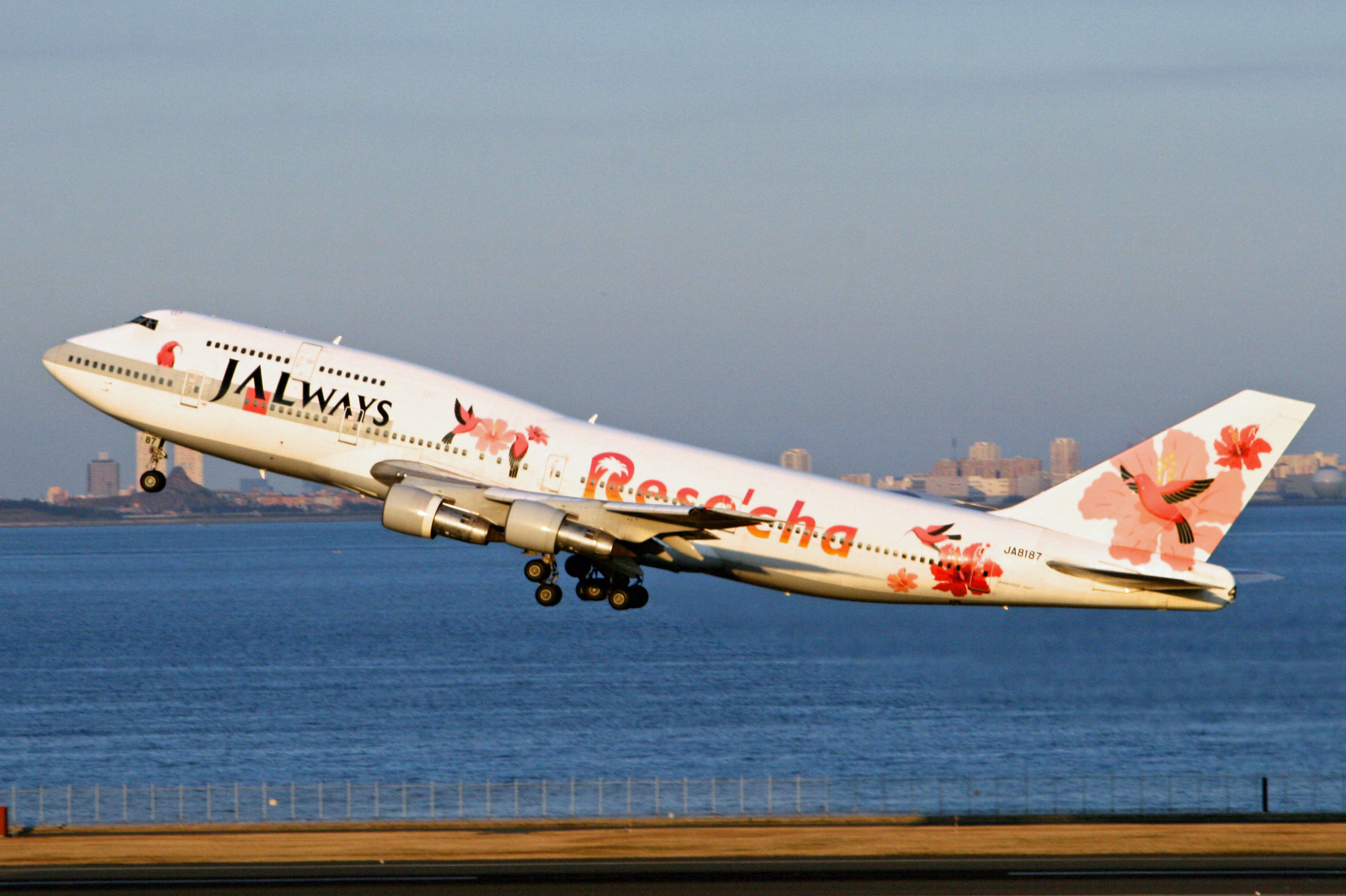
日線航空的波音747-300的舊塗装
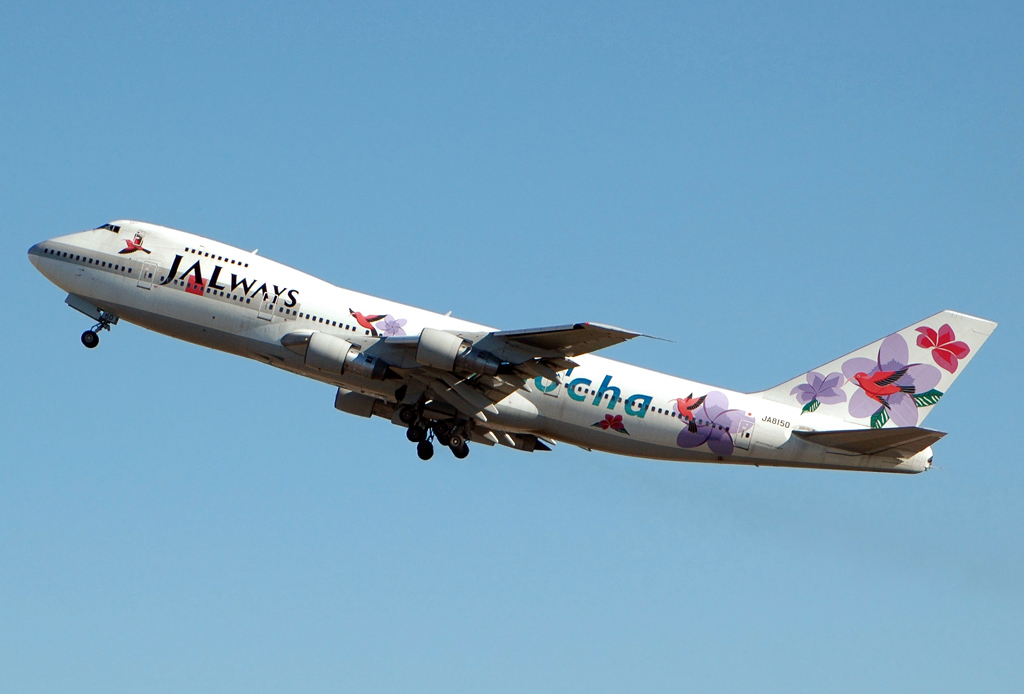
日線航空的波音747-200B的舊塗装
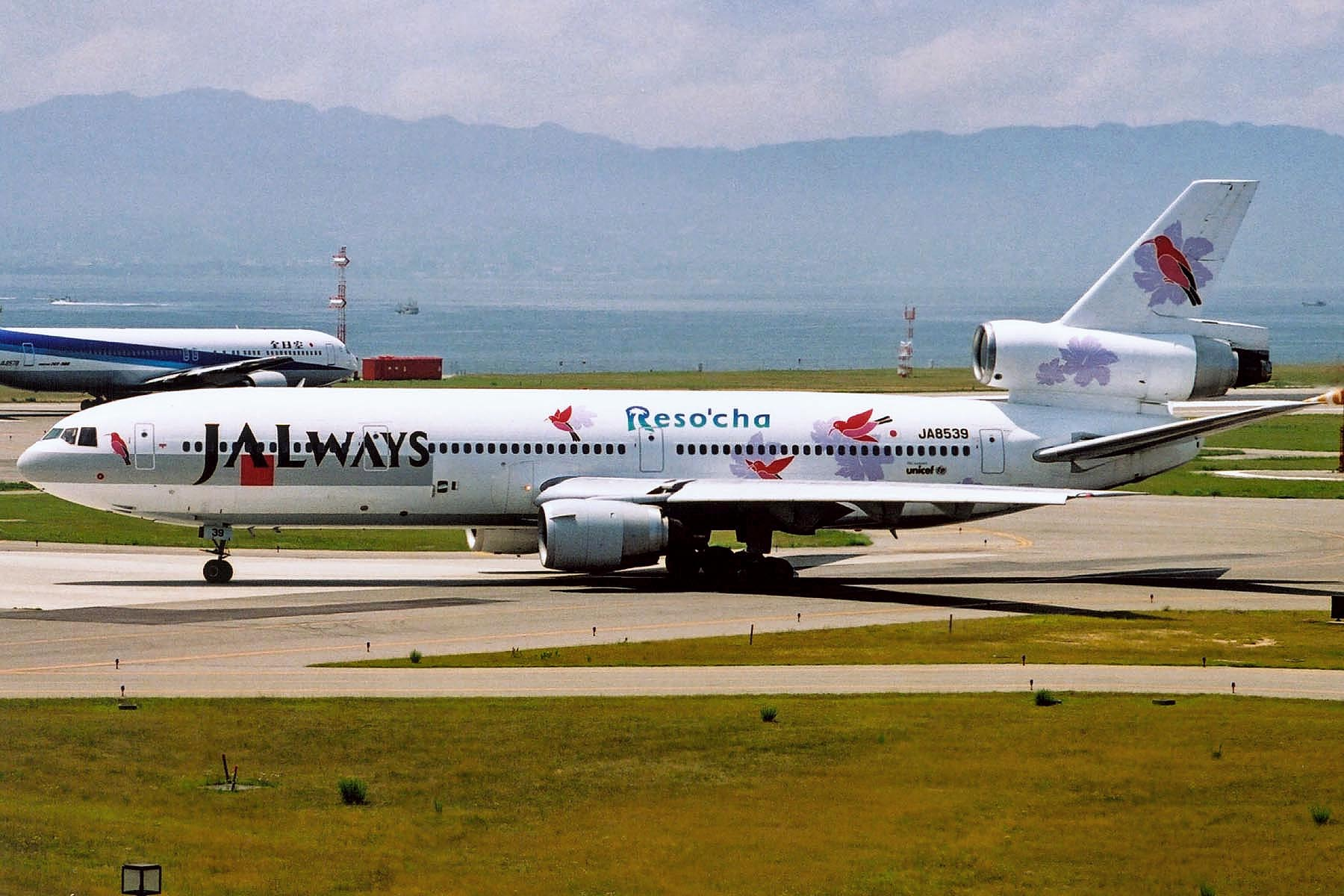
DC-10-40
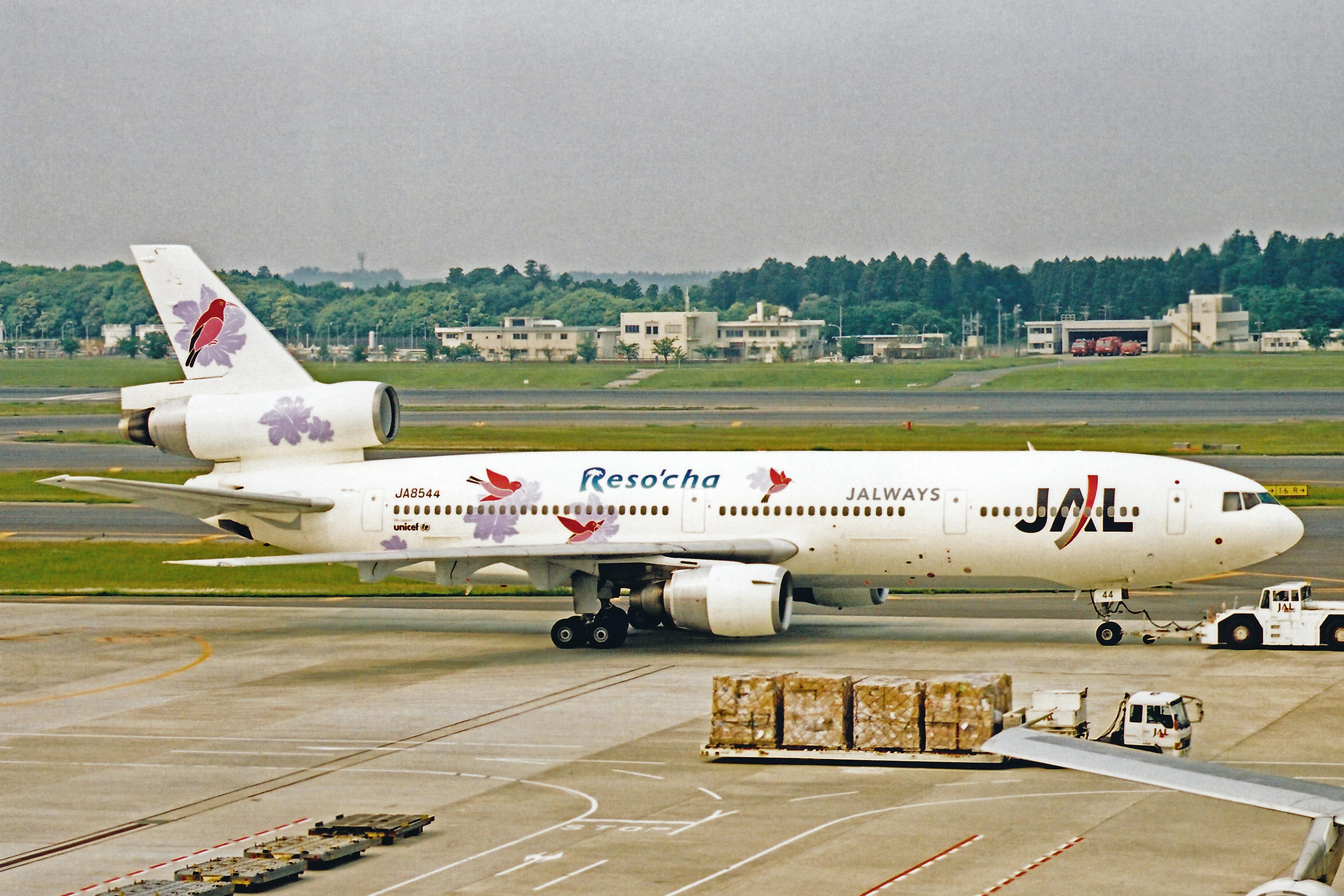
母公司日航塗裝的麥道 DC-10-40
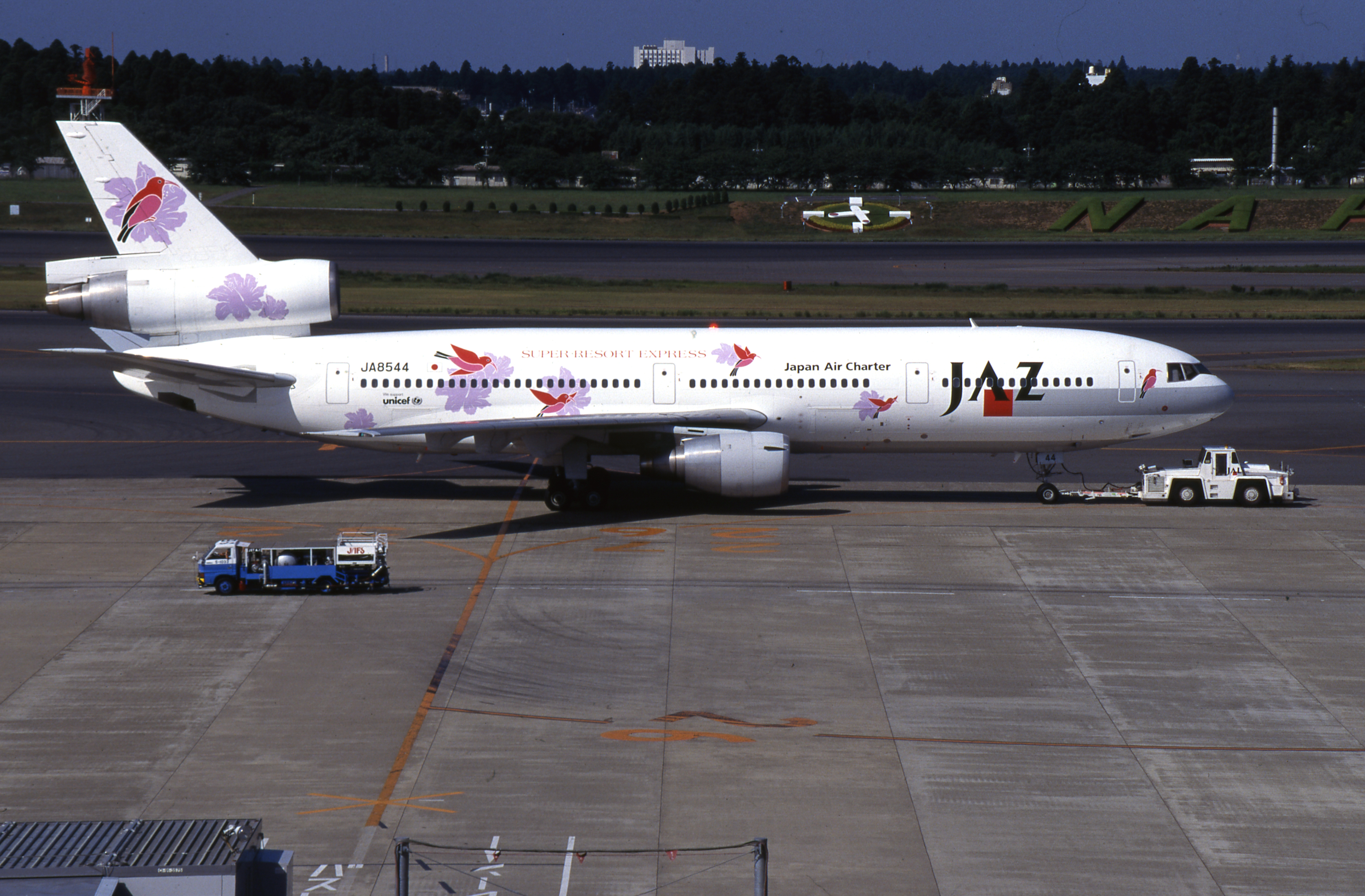
原名日本航空包機 Japan Air Charter 塗裝的麥道DC-10
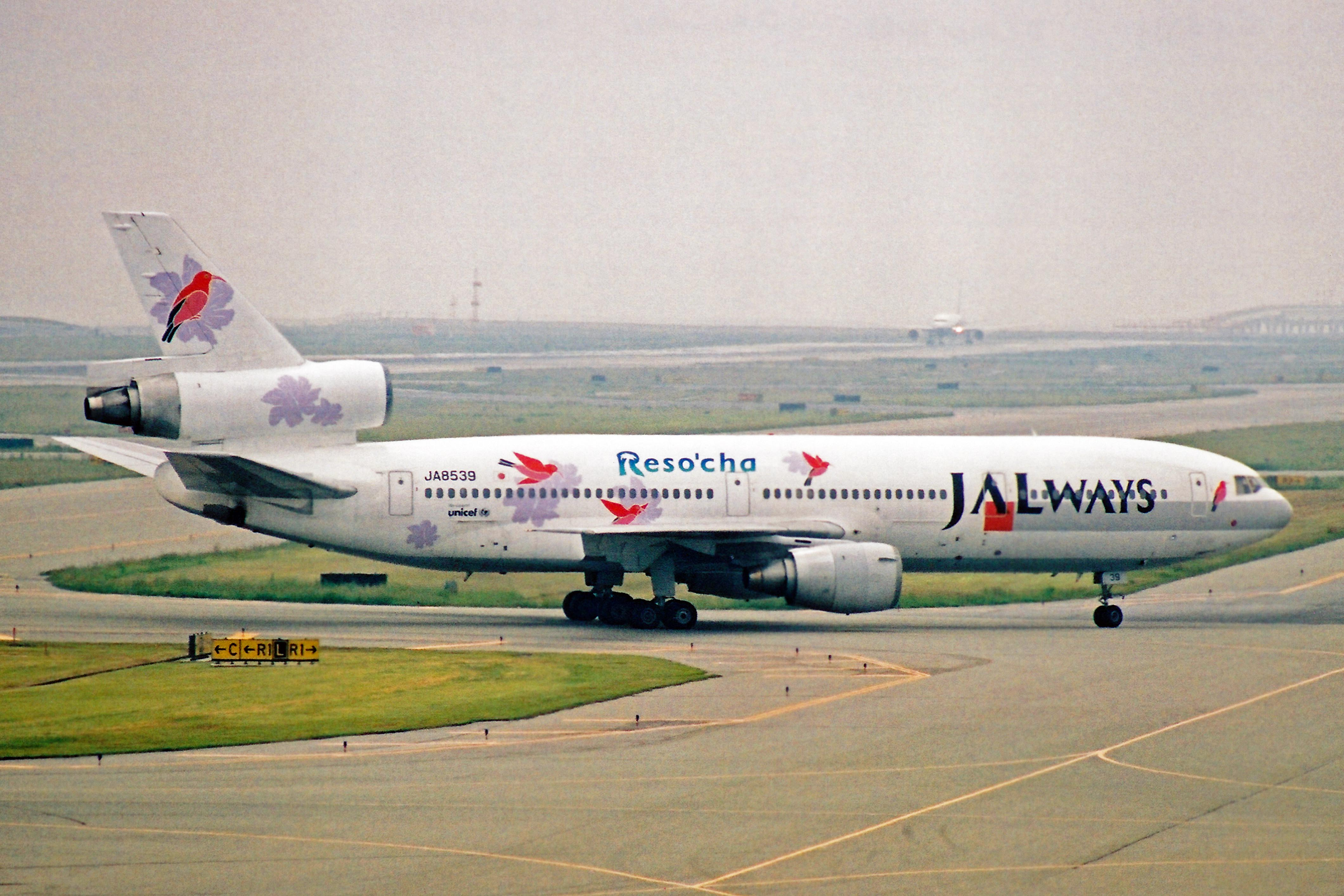
麥道DC-10